# Idris (profeta)
ʾIdrīs  (en árabe: إدريس‎) es un antiguo profeta y patriarca en el islam y mencionado en el Corán, a quien los musulmanes consideran el tercer profeta después de Set. La tradición islámica ha identificado a Idris de manera unánime con el personaje bíblico Enoc, si bien muchos eruditos musulmanes de los periodos clásicos y medievales también afirmaron que Idris y Hermes Trismegisto eran la misma persona.
Es descrito en el Corán como "veraz" y "paciente," y el Corán también dice que fue "elevado a un lugar sublime". Debido a estos y otros paralelos, Idris ha sido identificado tradicionalmente con el personaje bíblico de Enoc, y la tradición islámica normalmente sitúa a Idris entre las primeras generaciones de Adán, y le considera uno de los profetas más antiguos mencionados en el Corán, situándole entre Adán y Noé. El particular estatus de Idris ha inspirado muchas tradiciones e historias posteriores en el folclore islámico.
De acuerdo con el hadiz, narrado por Malik ibn Anas y que aparece en el Sahih Muslim, se dice que durante el Viaje Nocturno de Mahoma, éste encontró a Idris en el cuarto cielo. Las tradiciones que se han desarrollado alrededor de la figura de Idris le han caracterizado como profeta así como filósofo y místico, y muchos místicos musulmanes o Sufíes posteriores, incluyendo a Ruzbihan Baqli y a Ibn Arabi, mencionan también haberse encontrado con Idris en sus visiones espirituales.

## Nombre
El nombre de "Idris", إدريس, ha sido descrito como originándose posiblemente en el significado "intérprete." Tradicionalmente, el islam sostiene que los profetas cumplen papeles interpretativos y místicos, y por lo tanto este significado ha ganado aceptación general. Fuentes musulmanas más tardías, del siglo VIII, empezaron a afirmar que Idris tenía dos nombres, "Idris" y "Enoc," y otras fuentes incluso afirmaron que "el nombre real de Idris es Enoc, y se le llama Idris en árabe debido a su devoción al estudio de las escrituras sagradas de sus antepasados Adán y Set." De esta manera, estas fuentes más tardías también enfatizaron el nombre de Idris para bien significar "intérprete" o como si tuviera algún significado cercano al de un rol interpretativo. Varios comentaristas clásicos sobre el Corán, como Al-Baizawi, afirmaron que "fue llamado Idris, del árabe dars, que significa "estudiar," por su conocimiento de los misterios divinos."

## Corán
Idris es mencionado dos veces en el Corán, en donde se le describe como un hombre sabio. En la azora 19 del Corán, Dios dice:
Menciona en el Libro el caso de Idrisː Fue un hombre veraz (y sincero), (y) un Profetaː
Y Lo elevamos a un lugar sublime.
Corán, Azora 19 (María), versos 56-57
Más tarde, en la azora 21, Idris es alabado una vez más:
Y (recuerda a) Ismael, a Idris y a Dhul-Kifl, hombres todos de constancia y paciencia; les admitimos a Nuestra misericordia, pues eran hombres justos.

Corán, Azora 21 (Los Profetas), versos 85-86

## Vida y oficio de profeta
Idris nació en Babilonia, una ciudad en la actual Irak. Antes de recibir la Revelación, seguía las reglas reveladas al profeta Set, el hijo de Adán. Al crecer Idris, Dios le concedió el don de profecía. Durante su vida todas las personas creyentes se consideraban musulmanas, es decir, sometidas a Allah. Después de eso, Idris dejó su ciudad natal de Babilonia debido a que un gran número de personas cometían muchos pecados incluso después de que él les dijera que no lo hicieran. Algunos de entre los suyos se fueron con él. Fue difícil para ellos dejar sus hogares.
Le preguntaron al profeta Idris: "Si dejamos Babilonia, ¿dónde encontraremos un sitio como ese?" El profeta Idris les dijo: "Si migramos por Alá, Él se encargará de nosotros." Así que la gente se fue con el profeta Idris y llegaron a la tierra de Egipto. Vieron el Nilo. Idris se detuvo junto a su banco y mencionó a Alá, el Exaltado, diciendo: "Subhanallah."

## Literatura musulmana
La literatura islámica narra que Idris fue hecho profeta cuando tenía unos cuarenta años, lo que corresponde a la edad a la cual Mahoma empezó a profetizar, y vivió durante una época en que las personas habían empezado a adorar el fuego. La exégesis embellece la vida de Idris, y afirma que el profeta dividía su tiempo en dos. Tres días de la semana, Idris predicaba a su gente y cuatro días los dedicaba solo al culto a Dios. Muchos comentaristas antiguos, como Tabari, le atriuyeron a Idris gran sabiduría y conocimiento.
La exégesis narra que Idris fue uno de "los primeros hombres en usar la pluma, así como uno de los primeros hombres en observar el movimiento de las estrellas y en crear medidas y pesos científicos." Estos atributos son compatibles con la identificación de Enoc con Idris, pues estos atributos dejan en claro que Idris vivió muy probablemente durante las Generaciones de Adán, la misma era durante la que vivió Enoc. Ibn Arabi describió a Idris como el "profeta de los filósofos" y un número de obras se le atribuyen. Algunos eruditos escribieron comentarios sobre estas supuestas obras, y también se le achacan a Idris varias invenciones, incluyendo el arte de hacer prendas.
El comentarista Ibn Ishaq narró que Idris fue el primer hombre en escribir con una pluma y que  nació cuándo a Adán le quedaban aún 308 años de vida. En su comentario sobre los versos coránicos 19:56-57, el comentarista Ibn Kathir narró "Durante el Viaje Nocturno, el Profeta se lo encontró en el cuarto cielo." En un hadiz, Ibn Abbas le preguntó a Ka'b qué significaba la parte del verso que dice "Y lo elevamos a un lugar sublime.” Ka'b explicó que Alá le reveló a Idris que "aumentaría para ti cada día el mismo número de actos de todos los hijos de Adán"'– significando acaso aquellos de su tiempo solamente. Así pues, Idris quiso aumentar sus actos y devoción. Un amigo suyo de entre los ángeles le visitó e Idris le dijo: ‘Alá me ha revelado esto y lo otro, ¿podrías, pues, por favor hablar con el ángel de la muerte, para que pueda aumentar mis actos?' El ángel le llevó en sus alas y subió a los cielos. Cuándo llegaron al cuarto cielo,  encontraron al ángel de la muerte, quien descendía hacia la tierra. El ángel le habló sobre lo que Idris le había dicho antes. El ángel de la muerte dijo: ‘Pero, ¿dónde está Idris?' Respondió, ‘Está en mi espalda.' El ángel de la muerte dijo: ‘¡Asombroso! Me enviaron y me dijeron que tomara su alma en el cuarto cielo. Pensaba cómo podría tomarla en el cuarto cielo si él estaba en la tierra.' Entonces sacó su alma de su cuerpo, y esto es lo que ese verso quiere decir: ‘Y le elevamos a un lugar sublime.'
Descripciones antigua de la vida de Idris le atribuyen "treinta porciones de las escrituras relevadas" a él. Por tanto, muchos comentaristas antiguos vieron a Idris como profeta y como mensajero. Varios comentaristas modernos han vinculdao este sentimiento con evangelios apócrifos como el Libro de Enoc y el Segundo Libro de Enoc.

## Identificación

### Enoc

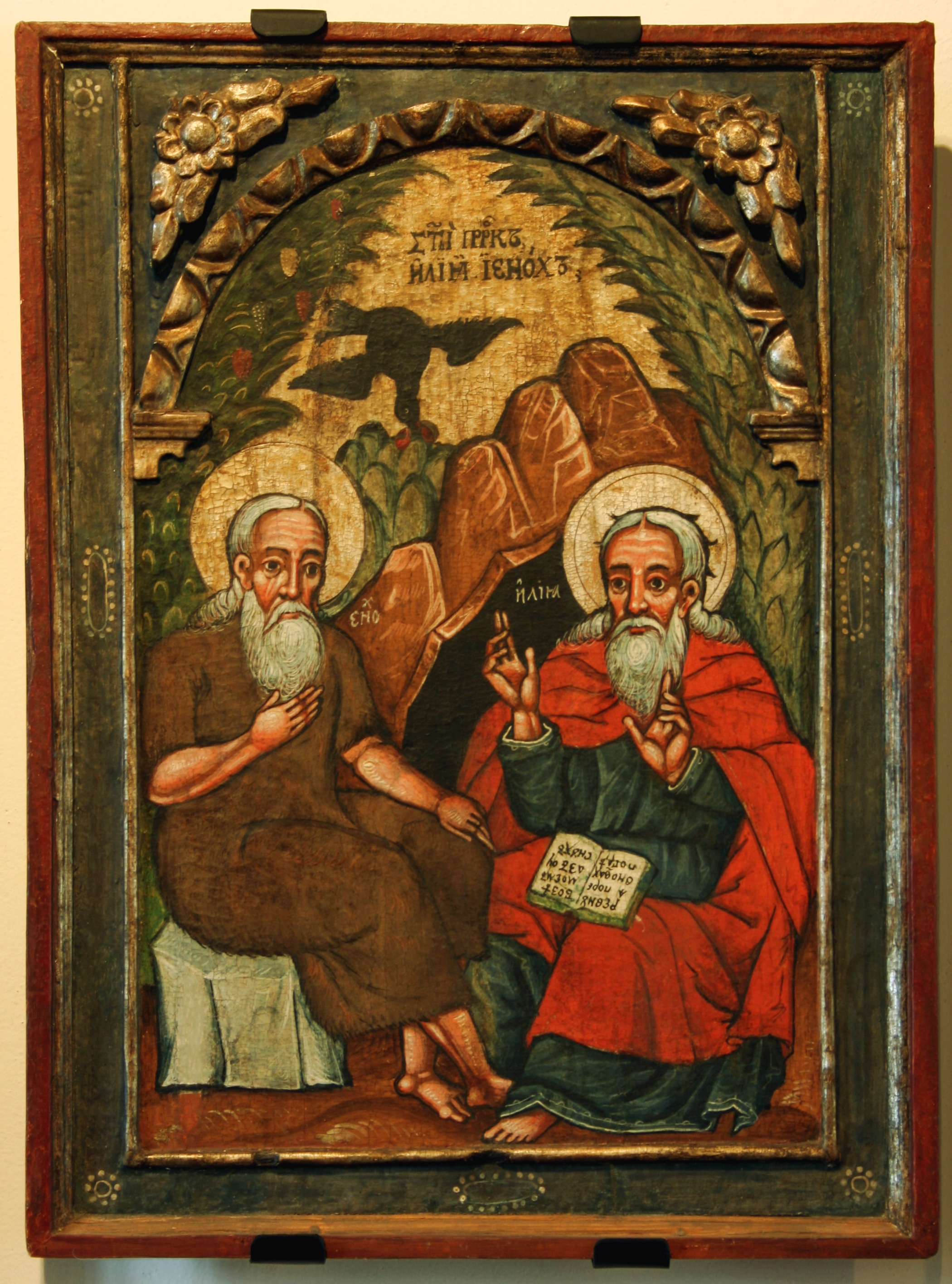
Elías y Enoc - ícono del, Museo Histórico de Sanok, Polonia

Se acepta generalmente que Idris es el mismo Enoc. Muchos de los primeros comentaristas coránicos, como Tabari y Al-Baizawi identificaron a Idris con Enoc. Al-Baizawi dijo: "Idris era de la posteridad de Set y un ancestro de Noé, y su nombre era Enoc (ar. Akhnukh)" Los comentaristas clásicos solían popularmente identificar a Idris con Enoc, el patriarca que vivió durante las Generaciones de Adam. Un ejemplo es el comentario de İsmail Hakkı Bursevî sobre el Fusus al-hikam de Muhyiddin ibn Arabi. Los estudiosos modernos, sin embargo, no concurren con esta identificación pues argumentan que carece de prueba definitiva. Como lo afirma el traductor coránico Abdullah Yusuf Ali en la nota 2508 de su traducción: 
Idris es mencionado dos veces en el Corán, esto es, aquí y en el Capítulo 21, verso 85, donde se le menciona entre los que perseveraron pacientemente. Su identificación el Enoc bíblico puede o no ser correcta. Tampoco hay justificación en interpretar este verso 57 como si significara lo mismo que el Génesis 5ː24 ("Dios le llevó"), en que haya sido llevado al cielo sin pasar por los portales de la muerte. Lo único que se nos dice es que fue un hombre veraz y sincero, y un profeta, y que tenía una alta posición entre su gente. 

Abdullah Yusuf Ali, The Holy Qu'ranː Text, Translation and Commentary
Con esta identificación, el padre de Idris se vuelve Yarid (árabe يريد), su madre Barkanah, y su mujer Aadanah. El hijo de Idris, Matusalén sería eventualmente el abuelo del profeta Nuh (Noé). De allí que Idris sea identificado como el bisabuelo de Noé.

### Hermes Trismegisto

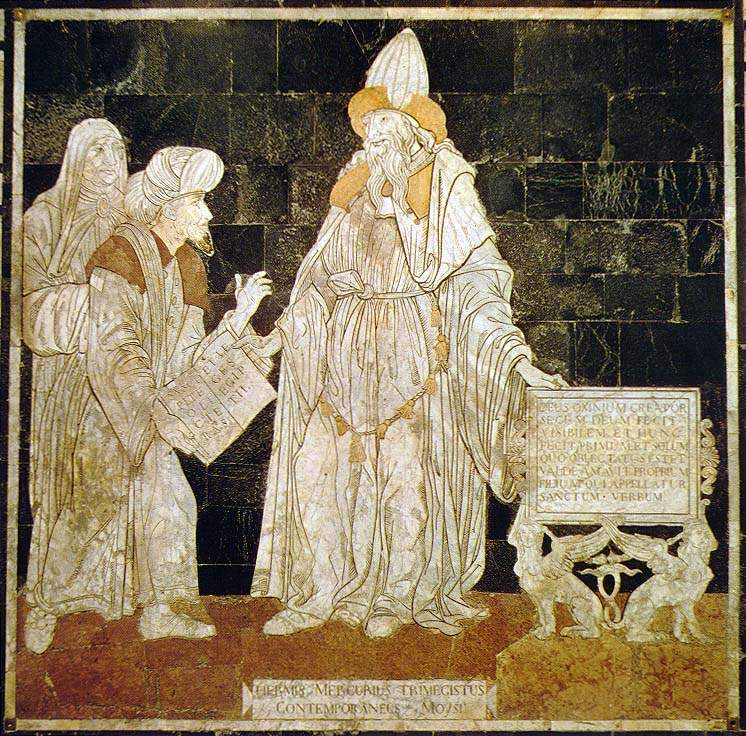
Hermes Trismegisto, en un mosaico de la Catedral de Siena.

Un escritor árabe tardío escribió acerca de los Sabeos que su religión tenía una secta de adoradores de las estrellas que afirmaban que su doctrina provenía de Hermes Trismegisto a través del profeta Adimun.
Antoine Faivre, en su libro El Hermes Eterno (1995), ha señalado que Hermes Trismegisto tiene un lugar en la tradición islámica, si bien el nombre Hermes no aparece en el Corán. Hagiógrafos y cronistas de los primeros siglos de la Hégira islámica identificaron prontamente a HermesTrismegisto con Idris, el nabi de las azoras 19.57 y 21.85, a quien los árabes también identificaron con Enoc (comparar con Génesis 5, 18-24). Idris/Hermes era llamado Hermes el "Tres veces Sabio" debido a su triple origen. El primer Hermes, comparable con Tot, fue un "héroe civilizador," un iniciador a los misterios de la ciencia y sabiduría divinas que animan el mundo; él talló los principios de esta ciencia sacra en jeroglíficos. El segundo Hermes, en Babilonia, fue el iniciador de Pytágoras. El tercer Hermes fue el primer maestro de alquimia. "Un profeta sin rostro," escribe el islamicista Pierre Lory, "Hermes no posee características concretas o salientes, difiriendo a este particular de la mayoría de las figuras importantes de la Biblia y el Corán." Una interpretación común de la representación de "Trismegisto" como "tres veces grande" recuerda a las tres caracterizaciones de Idris: como mensajero de dios, o profeta; como fuente de sabiduría, o hikmet (sabiduría de hokmah); y como rey del orden mundial, o un "sultanato". Éstas son denominadas las müselles bin ni'me.

### Otras identificaciones
Debido a las diferencias lingüísticas del nombre "Idris" con las figuras antes mencionadas, varios historiadores han propuesto que esta figura coránica se deriva de "Andreas", el cocinero que consiguió la inmortalidad en el romance siriaco Alejandro. Además, la historiadora Patricia Crone propone que tanto "Idris" como "Andreas" se derivan de la épica acadia épica de Atrahasis.